# Odontomachus litoralis
Odontomachus litoralis es una especie de hormiga del género Odontomachus, familia Formicidae. Fue descrita científicamente por Wang et al. en 2020.
Se distribuye por Malasia y Singapur.